# Rhipsalis triangularis
Rhipsalis triangularis ist eine Pflanzenart in der Gattung Rhipsalis aus der Familie der Kakteengewächse (Cactaceae).

## Beschreibung
Rhipsalis triangularis wächst lithophytisch mit reich verzweigten Trieben von begrenztem Wachstum und erreicht eine Länge von 0,5 bis 1 Meter. Die olivgrünen, drei- bis vierkantigen, selten auch fünfkantigen, steifen, sukkulenten Triebe sind an ihrer Basis keilförmig zugespitzt. Ihre Spitze ist gestutzt. Sie sind 6 bis 24 Zentimeter lang und weisen einen Durchmesser von 1 bis 3 Millimeter (selten bis 5 Millimeter) auf. Die Areolen sind mit Borsten besetzt.
Die weißen Blüten erscheinen einzeln oder bis zu dritt aus einer Areole und erreichen Durchmesser von 15 bis 25 Millimeter. Die kugelförmigen, kahlen Früchte sind magenta- bis  blassrosafarben.

## Systematik und Verbreitung
Rhipsalis triangularis ist im brasilianischen Bundesstaat Rio de Janeiro auf den an der Küste gelegenen Inselbergen verbreitet.
Die Erstbeschreibung erfolgte 1937 durch Erich Werdermann.

## Nachweise